# 窑变
瓷胎所处环境就像一座烧制瓷器的窑：在那个看不见的地方，瓷胎有可能会发生一种非人力能控制的、也不能被重复的状况——窑变。
钧瓷釉色有天然之美，常常是红中带紫，紫中藏青，青中有白，白中泛蓝，蓝中透红。这种美丽颜色就不是人工绘画的，而在窑里自然形成的，就是窑变。